# Idina Menzel
Idina Kim Menzel (/ɪˈdiːnə mɛnˈzɛl/; sinh ngày 30 tháng 5 năm 1971) là một nữ diễn viên và ca sĩ người Mỹ. Cô trở nên nổi tiếng kể từ khi đảm nhiệm vai diễn Maureen Johnson trong vở nhạc kịch Rent, cô sau đó tiếp tục đảm nhiệm vai này trong phiên bản điện ảnh chuyển thể. Cô nhận được đề cử giải Tony vào năm 1996 cho vai diễn trong Rent. Năm 2004, cô dành giải Tony cho nữ diễn viên nhạc kịch xuất sắc nhất cho vai diễn Elphaba trong vở nhạc kịch Broadway Wicked. Menzel trở lại Broadway vào năm 2014 với vai diễn trong vở nhạc kịch gốc If/Then, vở diễn này mang lại cho một đề cử giải Tony cho nữ diễn viên nhạc kịch xuất sắc nhất 2014. Cô được vinh danh với giải Nghệ sĩ đột phá tại lễ trao giải Phụ nữ trong âm nhạc của Billboard năm 2014.
Menzel cũng được biết đến với vai diễn thường xuyên Shelby Corcoran trong phim truyền hình nhạc kịch hài-chính kịch Glee của Fox. Vai diễn này đã giúp tên tuổi của cô được quan tâm trở lại, giúp cô có được một tour diễn hai năm và nhiều vai diễn khác nữa. Trong đó có bộ phim năm 2007 của Disney Chuyện thần tiên ở New York với vai Nancy và lồng tiếng cho nhân vật Nữ hoàng Elsa trong phim Nữ hoàng băng giá. Holiday Wishes (2014), album đầu tiên của cô trong sáu năm, vươn tới vị trí thứ 6 trên bảng xếp hạng album Billboard 200. Menzel là nữ diễn viên giành giải Tony (chỉ tính những giải cạnh tranh) duy nhất từng có album lọt vào top 10.